# Дрогон (син на Карлман)
Вижте пояснителната страница за други личности с името Дрогон.
Дрогон (на немски: Drogo, † след 753 г.) от род Каролинги е през 747 – 753 г. майордом на франките в Австразия.

## Биография
Той е най-големият син на майордом Карлман († 754). Внук е на Карл Мартел и първата му съпруга Ротруда и племенник на Пипин Млади († 768, бащата на Карл Велики, който се ражда на 2 април 747).
След смъртта на баща му Дрогон и шестте му братя са заведени през 754 г. в манастир по заповед на чичо им.